# Móng Cái
Móng Cái è una città del Vietnam, situata nella provincia di Quang Ninh.